# Anastrepha atrigona
Anastrepha atrigona är en tvåvingeart som beskrevs av Friedrich Georg Hendel 1914. Anastrepha atrigona ingår i släktet Anastrepha och familjen borrflugor. Inga underarter finns listade i Catalogue of Life.